# Batoví
Batoví (també conegut com a Poblado Batoví) és una localitat de l'Uruguai, ubicada al centre del departament de Tacuarembó. Es troba a 115 metres sobre el nivell del mar. Té una població aproximada de 725 habitants.